# Boffzen
Boffzen là một đô thị ở huyện Holzminden, bang Niedersachsen, Đức. Đô thị Boffzen có diện tích 8,04 km², dân số thời điểm ngày 31 tháng 12 năm 2006 là 2917 người.
Boffzen là thủ phủ của Samtgemeinde ("đô thị tập thể") Boffzen.